# Улица Пруд-Ключики
У́лица Пруд-Клю́чики (также Улица Пруд Ключики) — улица в Юго-Восточном административном округе города Москвы на территории района Лефортово.

## Описание
Начинается от Авиамоторной улицы, проходит вдоль жилых домов посёлка Дангауэровка, затем вдоль линии Казанской железной дороги. Заканчивается примыканием к Андроновскому шоссе. Нумерация домов ведётся от Авиамоторной улицы.

## Происхождение названия
Улица названа в 1948 году по пруду Ключики, располагавшемуся ранее в верховьях реки Нищенки.
Современное написание названия улицы, согласно Общемосковскому классификатору улиц Москвы, — через дефис. Прежде (например, в справочниках «Улицы Москвы») дефис не употреблялся.

## История
Ещё в XIV веке на высоком бугре у пруда Ключики, который славился прозрачной родниковой водой, было расположено село Карачарово. Однако после разорений Смутного времени Карачарово село было перенесено на своё нынешнее место, на Рязанскую дорогу.
Местность в районе современной улицы с конца XIX века называлась Дангауэровской слободой. Там сложился рабочий посёлок при заводе Дангауэра и Кайзера (сейчас завод «Компрессор»). В 1929—1932 гг. на месте части посёлка был возведён микрорайон («соцгородок») «Новые дома», сохранившийся до сих пор.

## Здания и сооружения

### По нечётной стороне
- № 1/49 (на пересечении с Авиамоторной улицей) — жилой дом (1928, архитекторы Иван Звездин и Евгений Шервинский)[3].
- № 3 и 5  памятник архитектуры (вновь выявленный объект) — жилые дома в стиле конструктивизма (1928, архитектор А. П. Вегнер), часть комплекса жилого посёлка «Дангауэровка» (1927—1930, архитекторы Р. Вегнер, Михаил Мотылёв, Николай Молоков, Иван Звездин, Евгений Шервинский).

### По чётной стороне
- № 2 — НПО «Специальная техника и связь» МВД России
- № 12а — НИИ прикладной механики имени В. И. Кузнецова

## Транспорт
- Ближайшие станции метро —  Авиамоторная и  Авиамоторная.
- Станция МЦК «Андроновка».
- Железнодорожная платформы «Авиамоторная» и «Андроновка» Казанского направления МЖД.
- По улице проходит автобус 987, по соседней Авиамоторной улице проходят автобусные маршруты № м8, 59, 440, 759, 859.